# Eric Lamaze
Eric Lamaze, född den 17 april 1968 i Montréal i Kanada, är en kanadensisk ryttare.
Han tog OS-silver i lagtävlingen i hoppning i samband med de olympiska ridsporttävlingarna 2008 i Peking.